# Morningwood
Le quatuor Morningwood est un groupe pop originaire de New York.
Il amène un côté hédoniste au pop/rock du XXIe siècle. Le groupe s’inspire du hard rock, du punk, de la new wave et du glam rock. La formation a commencé en 2001 alors que la chanteuse Chantal Claret commence à travailler avec le guitariste Richard Steel (anciennement de Spacehog), le bassiste Pedro Yanowitz (autrefois de The Wallflowers) et le batteur Japa Keenon.
« Morningwood » est une expression signifiant érection matinale en anglais.